# Wormrot
Wormrot ist eine Grindcore-Band aus Singapur.

## Geschichte
Sänger Arif und Gitarrist Rasyid lernten sich an der High School kennen. Nachdem Rasyid seinen Wehrdienst beendet hatte, jammten sie gemeinsam in einem Deathgrind-Projekt, beschlossen aber wenig später, ihre eigene Grindcore-Band mit dem Namen Wormrot zu gründen. Als Schlagzeuger konnte Fitri verpflichtet werden, den Arif vom Wehrdienst kannte. 2007 nahm die Gruppe ihr erstes Demo auf, 2008 folgte das zweite Demo Bastardphobic. Wenig später begannen die Aufnahmen zum Debütalbum Abuse, das 2009 beim singapurer Independent-Label Scrotum Jus Records erschien. Das Stück Born Stupid von diesem Album gelangte auf einen Download-Sampler des Online-Magazins Invisible Oranges. Diesen hörte Digby Pearson, Inhaber des britischen Labels Earache Records. Pearson nahm daraufhin Ende 2009, Anfang 2010 über das Label Kontakt zur Band auf und nahm sie unter Vertrag. Als erstes erschien bei Earache Records eine Wiederveröffentlichung des 2009er Albums, das bis dahin nur in Singapur erhältlich war. Es folgten Tourneen durch die USA und Europa. Im Sommer 2011 erschien das zweite Album Dirge. Nach Abschluss der Europa-Tournee im Sommer 2012 gab Wormrot bekannt, aufgrund persönlicher Verpflichtungen zu pausieren, mit dem nächsten Studioalbum sei frühestens 2013 oder 2014 zu rechnen. Anfang 2014 postete die Band auf ihrem Tumblr-Blog den Link zu einem Video, das sie bei der Aufnahme von Stücken für ein neues Album zeigt. Im Frühjahr verließ Schlagzeuger Fitri die Band und wurde im Sommer durch Vijesh ersetzt. Im Herbst 2016 erschien das dritte Studioalbum Voices. Im Jahr 2017 war Wormrot die erste Band aus Singapur, die auf dem Glastonbury Festival auftrat, 2018 und 2019 folgten Tourneen durch die USA und Australien.
Seit 2017 ist Gitarrist Rasyid Mitglied der Doom-Metal-Band Marijannah, mit der er seit 2018 zwei Studioalben veröffentlicht hat, kündigte aber Ende 2020 an, sich wieder mehr auf Wormrot zu fokussieren. Ebenfalls 2020 schloss er einen Endorsement-Vertrag mit Yamaha ab. Im Mai 2022 gab die Band bekannt, dass Gründungsmitglied und Sänger Arif Wormrot aus persönlichen Gründen verlassen und dass auch seine Ehefrau und Band-Managerin Azean nicht mehr für die Band tätig sein wird. Arif ist noch auf dem am 8. Juli 2022 veröffentlichten Studioalbum Hiss zu hören und trat das letzte Mal am 19. Juni 2022 mit der Band bei einer Vorstellung des neuen Albums in Singapur auf.
Anfang Februar 2023 ging die Band auf Tournee durch Europa mit Gabriel Dubko von Implore als Gastsänger. Danach nahm Wormrot als Vorband an der Europa-Tournee von Napalm Death teil. Im Juli 2024 gab Gitarrist Rasyid bekannt, dass Schlagzeuger Vijesh die Band verlassen habe und dass Rasyid Wormrot nun „von Grund auf neu aufbauen“ werde. Über die Social-Media-Kanäle der Band wurde Ende August 2024 der Wiedereinstieg von Sänger Arif und Schlagzeuger Fitri bekannt gegeben. Der erste Live-Auftritt der Band in Originalbesetzung fand im November 2024 in Tokio statt.

## Diskografie
- 2009: Abuse (Scrotum Jus Records/TVG Records, Wiederveröffentlichung 2010 via Earache Records)
- 2011: Dirge (Earache Records)
- 2012: Noise (EP, Earache Records)
- 2016: Voices (Earache Records)
- 2022: Hiss (Earache Records)
- 2024: Left to Rot (Kompilation, Earache Records)
- 2025: TNT (Earache Records)